# Орель Жоля
Орель Жоля (англ. Aurèle Joliat, нар. 29 серпня 1901, Оттава — пом. 2 червня 1986, Оттава) — канадський хокеїст, що грав на позиції крайнього нападника.
Член Зали слави хокею з 1947 року. Володар Кубка Стенлі. Провів понад 700 матчів у Національній хокейній лізі. 

## Ігрова кар'єра
Хокейну кар'єру розпочав 1916 року.
Усю професійну клубну ігрову кар'єру, що тривала 17 років, провів, захищаючи кольори команди «Монреаль Канадієнс».
Загалом провів 709 матчів у НХЛ, включаючи 54 гри плей-оф Кубка Стенлі.

## Нагороди та досягнення
- Володар Кубка Стенлі в складі «Монреаль Канадієнс» — 1924, 1930, 1931.
- Перша команда всіх зірок НХЛ — 1931.
- Друга команда всіх зірок НХЛ — 1932, 1934, 1935.
- Пам'ятний трофей Гарта — 1934.

Входить до числа 100 найкращих гравців НХЛ за версією журналу The Hockey News під 65-м номером.

## Статистика
| Сезон              | Клуб                   | Ліга               | Регулярний сезон | Регулярний сезон | Регулярний сезон | Регулярний сезон | Регулярний сезон | Плей-оф | Плей-оф | Плей-оф | Плей-оф | Плей-оф |
| Сезон              | Клуб                   | Ліга               | І                | Г                | П                | О                | ШХ               | І       | Г       | П       | О       | ШХ      |
| ------------------ | ---------------------- | ------------------ | ---------------- | ---------------- | ---------------- | ---------------- | ---------------- | ------- | ------- | ------- | ------- | ------- |
| 1916–17            | «Оттава Нью Единбургс» | Оттава             | 8                | 2                | 0                | 2                | —                | 2       | 0       | 0       | 0       | —       |
| 1917–18            | «Оттава Абердинс»      | OCJHL              | 3                | 2                | 0                | 2                | 3                | —       | —       | —       | —       | —       |
| 1918–19            | «Оттава Нью Единбургс» | Оттава             | 8                | 5                | 3                | 8                | 9                | —       | —       | —       | —       | —       |
| 1919–20            | «Оттава Нью Единбургс» | Оттава             | 7                | 12               | 0                | 12               | —                | —       | —       | —       | —       | —       |
| 1920–21            | «Іроквай Фоллс Флаєрс» | NOHA               | —                | —                | —                | —                | —                | —       | —       | —       | —       | —       |
| 1921–22            | «Іроквай Фоллс Флаєрс» | NOHA               | —                | —                | —                | —                | —                | —       | —       | —       | —       | —       |
| 1922–23            | «Монреаль Канадієнс»   | НХЛ                | 24               | 12               | 9                | 21               | 37               | 2       | 1       | 0       | 1       | 11      |
| 1923–24            | «Монреаль Канадієнс»   | НХЛ                | 24               | 15               | 5                | 20               | 27               | 6       | 4       | 2       | 6       | 6       |
| 1923–24            | «Монреаль Канадієнс»   | Кубок Стенлі       | —                | —                | —                | —                | —                | 4       | 3       | 1       | 4       | 6       |
| 1924–25            | «Монреаль Канадієнс»   | НХЛ                | 25               | 30               | 11               | 41               | 85               | 5       | 2       | 0       | 2       | 21      |
| 1924–25            | «Монреаль Канадієнс»   | Кубок Стенлі       | —                | —                | —                | —                | —                | 4       | 2       | 0       | 2       | 16      |
| 1925–26            | «Монреаль Канадієнс»   | НХЛ                | 35               | 17               | 9                | 26               | 52               | —       | —       | —       | —       | —       |
| 1926–27            | «Монреаль Канадієнс»   | НХЛ                | 43               | 14               | 4                | 18               | 79               | 4       | 1       | 0       | 1       | 10      |
| 1927–28            | «Монреаль Канадієнс»   | НХЛ                | 44               | 28               | 11               | 39               | 105              | 2       | 0       | 0       | 0       | 4       |
| 1928–29            | «Монреаль Канадієнс»   | НХЛ                | 44               | 12               | 5                | 17               | 59               | 3       | 1       | 1       | 2       | 10      |
| 1929–30            | «Монреаль Канадієнс»   | НХЛ                | 42               | 19               | 12               | 31               | 40               | 6       | 0       | 2       | 2       | 6       |
| 1930–31            | «Монреаль Канадієнс»   | НХЛ                | 43               | 13               | 22               | 35               | 73               | 10      | 0       | 4       | 4       | 12      |
| 1931–32            | «Монреаль Канадієнс»   | НХЛ                | 48               | 15               | 24               | 39               | 46               | 4       | 2       | 0       | 2       | 4       |
| 1932–33            | «Монреаль Канадієнс»   | НХЛ                | 48               | 18               | 21               | 39               | 53               | 2       | 2       | 1       | 3       | 2       |
| 1933–34            | «Монреаль Канадієнс»   | НХЛ                | 48               | 22               | 15               | 37               | 27               | 3       | 0       | 1       | 1       | 0       |
| 1934–35            | «Монреаль Канадієнс»   | НХЛ                | 48               | 17               | 12               | 29               | 18               | 2       | 1       | 0       | 1       | 0       |
| 1935–36            | «Монреаль Канадієнс»   | НХЛ                | 48               | 15               | 8                | 23               | 16               | —       | —       | —       | —       | —       |
| 1936–37            | «Монреаль Канадієнс»   | НХЛ                | 47               | 17               | 15               | 32               | 30               | 5       | 0       | 3       | 3       | 2       |
| 1937–38            | «Монреаль Канадієнс»   | НХЛ                | 44               | 6                | 7                | 13               | 24               | —       | —       | —       | —       | —       |
| Усього в НХЛ       | Усього в НХЛ           | Усього в НХЛ       | 655              | 270              | 190              | 460              | 771              | 54      | 14      | 14      | 28      | 88      |
| Кубок Стенлі разом | Кубок Стенлі разом     | Кубок Стенлі разом | —                | —                | —                | —                | —                | 8       | 5       | 1       | 6       | 22      |